# Кобенко, Андрей Васильевич
Андре́й Васи́льевич Кобе́нко (25 июня 1982, Майкоп, СССР) — российский футболист, левый полузащитник. Мастер спорта России с 2008 года.

## Карьера
Воспитанник СДЮШОР Майкопа. Первый тренер — В. А. Гапон. Играл за дубль «Ростсельмаш», затем выступал в клубе «Славянск» из Славянска-на-Кубани. В 2003—2007 годах выступал за пермский «Амкар». В конце 2007 года не стал продлевать контракт с «Амкаром» и на правах свободного агента перешёл в «Рубин». В 2009 году перешёл в «Терек». В январе 2012 года был приобретён новороссийским «Черноморцем». В том же году перешёл в белгородский «Салют». В феврале 2014 года перешёл в армавирское «Торпедо».
В Премьер-лиге сыграл 148 матчей, забил 12 голов.

## Достижения
- Чемпион России: 2008
- Победитель Первого дивизиона: 2003